# Đông Hải, Khánh Hòa
Đông Hải là một phường thuộc tỉnh Khánh Hòa, Việt Nam.

## Địa lý
Phường Đông Hải có ranh giới với các xã, phường:
- Phía Bắc giáp với phường Ninh Chử.
- Phía Nam giáp với xã Phước Dinh.
- Phía Tây giáp với phường Phan Rang.

Phường có diện tích 11 km², dân số năm 2025 là 54.615 người, mật độ dân số đạt 4.965 người/km².

## Lịch sử

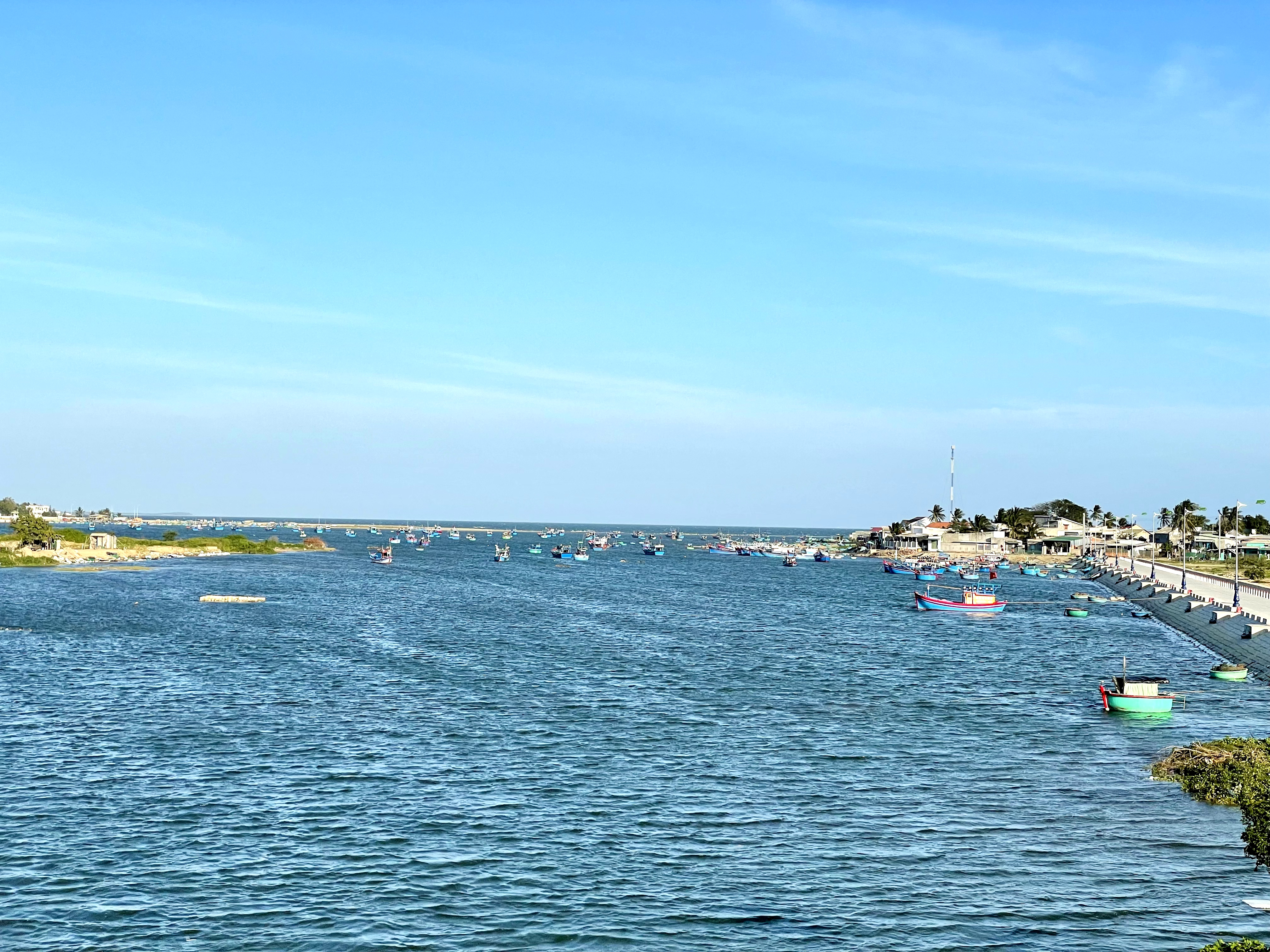
Một cảng cá thuộc phường Đông Hải

Trước đây, Đông Hải là một xã thuộc huyện Ninh Hải.
Ngày 30 tháng 10 năm 1982, Hội đồng Bộ trưởng ban hành Quyết định 45-HĐBT. Theo đó, chuyển xã Đông Hải về thị xã Phan Rang – Tháp Chàm quản lý.
Ngày 25 tháng 12 năm 2001, Chính phủ ban hành Nghị định 99/2001/NĐ-CP. Theo đó, thành lập phường Đông Hải trên cơ sở toàn bộ 211,71 ha diện tích tự nhiên và 20.724 người của xã Đông Hải.
Ngày 16 tháng 6 năm 2025, Ủy ban Thường vụ Quốc hội ban hành Nghị quyết số 1667/NQ-UBTVQH15 về việc sắp xếp các đơn vị hành chính cấp xã của tỉnh Khánh Hòa năm 2025 (nghị quyết có hiệu lực từ ngày 16 tháng 6 năm 2025). Trong đó, sáp nhập phường Mỹ Bình, Mỹ Đông, Mỹ Hải và phần còn lại của phường Đông Hải sau sắp xếp thành phường Đông Hải.